# Pumpkin (film)
Pumpkin è un film statunitense del 2002 diretto da Anthony Abrams e Adam Larson Broder ed interpretato da Christina Ricci.